# Заброст-Великий
Заброст-Великий (пол. Zabrost Wielki, нім. Groß Sobrost) — село в Польщі, у гміні Будри Венґожевського повіту Вармінсько-Мазурського воєводства.
Населення — 116 осіб (2011).
У 1975-1998 роках село належало до Сувальського воєводства.

## Демографія
Демографічна структура станом на 31 березня 2011 року:
|          | Загалом | Допрацездатний вік | Працездатний вік | Постпрацездатний вік |
| -------- | ------- | ------------------ | ---------------- | -------------------- |
| Чоловіки | 58      | 12                 | 35               | 11                   |
| Жінки    | 58      | 8                  | 26               | 24                   |
| Разом    | 116     | 20                 | 61               | 35                   |